# Alex Voyat
Alex Voyat (ur. 21 grudnia 1971) – włoski snowboardzista. Nie startował na igrzyskach olimpijskich. Jego najlepszym wynikiem na mistrzostwach świata jest 7. miejsce w snowcrossie na mistrzostwach w San Candido. Najlepsze wyniki w Pucharze Świata osiągnął w sezonie 1996/1997, kiedy to zajął 8. miejsce w klasyfikacji generalnej, a w klasyfikacji snowboardcrossu był drugi.
W 1998 r. zakończył karierę.

## Sukcesy

### Mistrzostwa Świata
| Miejsce | Dzień       | Rok  | Miejscowość | Konkurencja       | Zwycięzca          |
| ------- | ----------- | ---- | ----------- | ----------------- | ------------------ |
| 55.     | 22 stycznia | 1997 | San Candido | Gigant            | Thomas Prugger     |
| 19.     | 23 stycznia | 1997 | San Candido | Slalom            | Bernd Kroschewski  |
| 32.     | 25 stycznia | 1997 | San Candido | Slalom równoległy | Mike Jacoby        |
| 7.      | 26 stycznia | 1997 | San Candido | Snowboardcross    | Helmut Pramstaller |

### Puchar Świata

#### Miejsca w klasyfikacji generalnej
- 1995/1996 - 82.
- 1996/1997 - 8.
- 1997/1998 - 72.

#### Miejsca na podium
1. Mount Bachelor – 9 lutego 1997 (Snowcross) - 1. miejsce
2. Grächen – 5 marca 1997 (Snowcross) - 1. miejsce